# Fuerte de San Luis

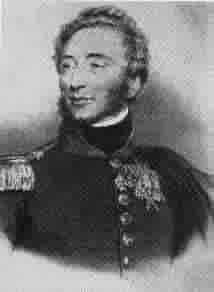
El Duque de Angulema.

El Fuerte de San Luis llamado también Castillo de San Luis o  Fort Louis es un baluarte fortificado que se encuentra en el municipio de Puerto Real (Cádiz – Andalucía) el cual constituía un conjunto integral de fortalezas junto con los castillos de La Matagorda (también en tierras puertorrealeñas) y de Puntales (sito este último ya en la propia ciudad de Cádiz) hasta comienzos del siglo XIX.
Está situada en la misma entrada del caño del Trocadero desde el saco interior Oeste de la bahía de Cádiz, en la isla que forman las aguas que se extienden hacia La Carraca, el caño del Trocadero y la Bahía de Cádiz, en cuyo caño se carenaban los buques.
Esas tres estructuras fortificadas de eminente carácter defensivo contaban con un sofisticado y muy avanzado (para el siglo XVIII) sistema de obstrucciones (fijas y móviles) y bloqueo para la navegación, sistema que probaría impidiendo la salida a mar abierto de las diversas unidades navales francesas al mando del almirante Rossilly en 1808; al mismo tiempo, el fuego cruzado de las piezas de artillería en ellas instaladas habría de suponer una barrera infranqueable para quien intentase acceder al saco meridional de la bahía desde el exterior de la misma (una barrera que, de hecho, no sería nunca superada).
Sus estructuras, aún por estudiar y en la actualidad en ruinas, fueron escenario del asedio a Cádiz en el transcurso de la Guerra del Francés (1808-1813) y de la batalla de Trocadero.
El Fort Louis habría de servir (desde 1810 y hasta fines de 1812) como base para las baterías francesas que trataban, infructuosamente, de someter con su fuego al Castillo de Puntales;  ambas fortalezas se convertirían de este modo en los ejes fundamentales del duelo artillero que sostuvieron Cádiz y sus sitiadores durante dos largos años.
Luego, en 1823, a solicitud del rey de Fernando VII, Francia intervino militarmente para apoyarlo frente a los liberales y restablecer el absolutismo, en virtud de los acuerdos de la Santa Alianza. Se forma un ejército denominado los Cien Mil Hijos de San Luis, al mando de los cuales se encontraba el duque de Angulema. Tras varias sucesos, invade Andalucía e instala en Puerto Real el Cuartel General de los ejércitos franceses en la bahía gaditana. El duque toma por asalto el Castillo de San Luis el 30 de agosto de 1823, en la Batalla de Trocadero. Como consecuencia, fue restaurado el régimen absolutista de Fernando VII.